# Акопян, Акоп Гарникович
Акоп Гарникович Акопян (арм. Հակոբ Հակոբյան, род. 1 августа 1956, Ереван) — депутат Национального собрания Республики Армения, предприниматель.

## Биография
- 1974–1975 — машинист;
- 1975 — окончил Ереванский техникум пищевой промышленности;
- 1975–1977 — служил в Советской Армии;
- 1977—1983 — машинист;
- 1984 — окончил Ереванский политехнический институт им. К. Маркса. Теплоэнергетик. Кандидат технических наук;
- 1983–1988 — старший мастер холодильно-компрессорного цеха, начальник цеха;
- 1988–1997 — главный инженер;
- 1997–2000 — директор по техническим вопросам Ереванского пивного завода;
- 2000–2003 — директор;
- 2003–2007 — генеральный директор ЗАО «Ереван пиво»;
- 12 июня 2007 — избран депутатом парламента по избирательному округу 41 (беспартийный)[1];
- 2021 — Доктор технических наук.[источник не указан 1141 день]

## Семья
Женат, имеет двоих детей.